# Akromegália

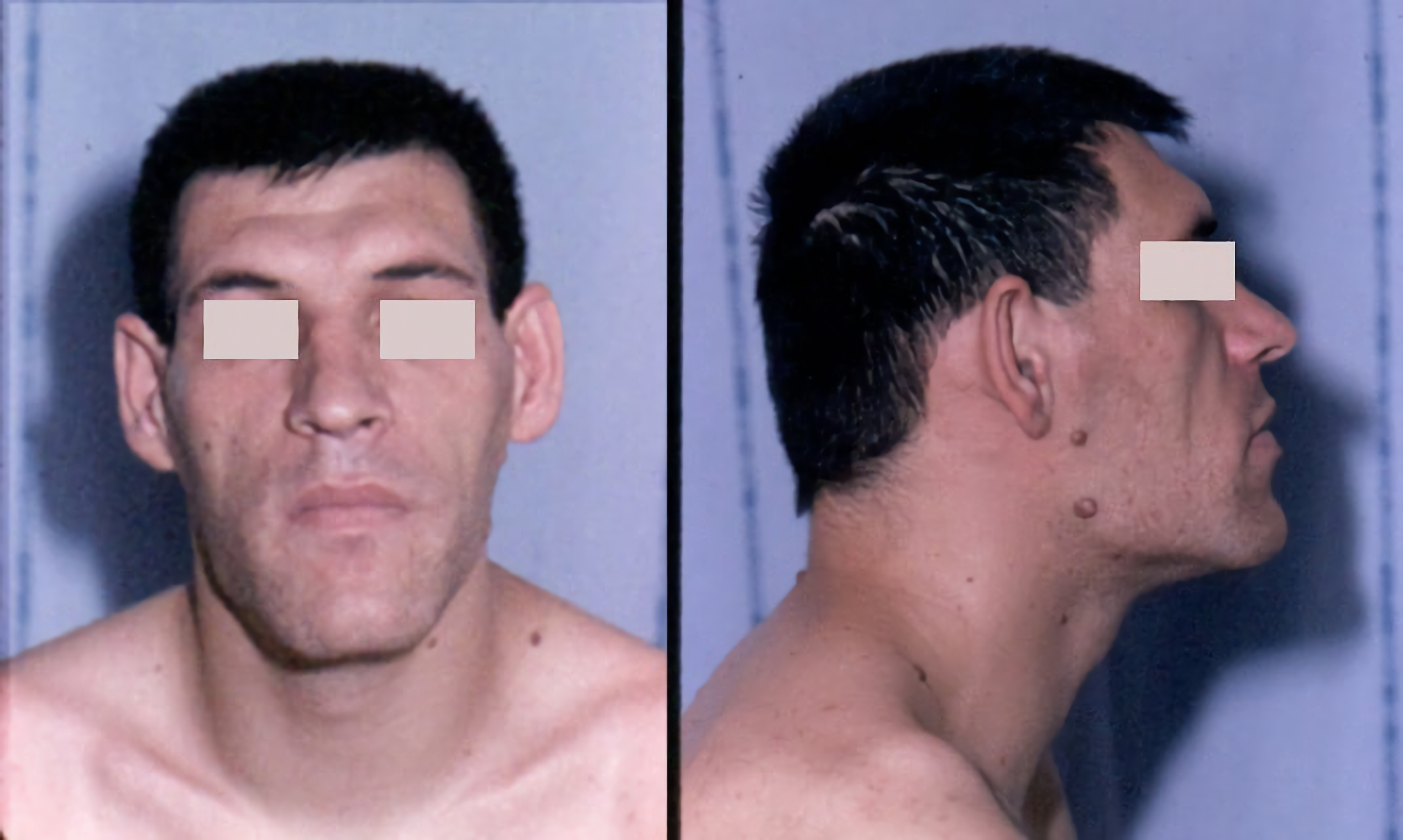
Akromegália tünetei az arcon

Az akromegália egy endokrinológiai betegség, amely a növekedési hormon túltermelődésével, és a csontozat rendellenes túlnövekedésével jár, melytől jellemzően az arc, de a test többi része is túlzott méretűvé válik.